# Campionato europeo femminile FIRA 2012
Il campionato europeo femminile FIRA 2012 fu la 17ª edizione del campionato europeo di rugby a 15 femminile ufficialmente organizzato dalla FIRA - AER.
La prima divisione del campionato si tenne in Italia dal 12 al 19 maggio 2012 allo stadio Quercia di Rovereto tra le Nazionali di Inghilterra, Francia, Italia e Spagna; la seconda divisione, anch’essa a 4 squadre, si tenne a Enköping, in Svezia, dal 3 al 7 maggio.
Entrambe le divisioni di torneo fecero funzioni di primo turno di qualificazione europea alla Coppa del Mondo 2014
Nella prima giornata l’Inghilterra batté 61-0 la Spagna mentre invece l’Italia fu sconfitta dalla Francia 19-22 dopo essere riuscita a risalire nel punteggio da 3-12 per arrivare fino a 16-12, ancora 19-17 per poi subìre una meta a due minuti dalla fine; nella seconda giornata di torneo le inglesi batterono le atlete italiane per 32-8 al termine di una prova dove le padrone di casa riuscirono a contenere una delle formazioni più dotate del panorama femminile continentale; la Francia, invece batté la Spagna con un 60-3 perentorio frutto di dieci mete (una meno di quelle incassate nel turno precedente da parte delle inglesi) la metà delle quali trasformate.
Gli incontri della terza giornata furono di fatto delle finali di consolazione (Italia-Spagna) e per il titolo (Francia-Inghilterra); l’Italia, battendo 54-3 la Spagna, conquistò il terzo posto mentre invece, al termine di una partita in bilico fino al termine, fu l’Inghilterra ad avere la meglio sulla Francia proprio allo scadere, con una meta di Emily Scarratt all’80’ che ribaltò il risultato favorevole alle transalpine fino a quel momento in vantaggio per 25-22; la successiva trasformazione portò il risultato sul definitivo 29-22 per le inglesi, che così si laureaorono campionesse d’Europa.
A vincere il torneo di seconda divisione, invece, furono le padrone di casa della Svezia che, in finale, batterono 10-3 i Paesi Bassi; entrambe le squadre furono ammesse a partecipare al torneo di qualificazione che si tenne l’anno successivo in Spagna.

## Formula
Entrambe le divisioni di torneo funsero da primo turno di qualificazione europea alla Coppa del Mondo 2014: nel caso della seconda divisione tutte e quattro le squadre erano coinvolte mentre, per quanto riguardava la prima divisione, la Spagna era ammessa direttamente al secondo turno in quanto Inghilterra e Francia erano già qualificate di diritto alla Coppa, mentre l’Italia partecipava alle qualificazioni tramite il Sei Nazioni.
Il formato della prima divisione del torneo (Pool A) fu quello del girone all'italiana con gare di sola andata che si tennero tutte a Rovereto, in Italia.
La seconda divisione (Pool B) si tenne altresì con la formula della Final Four con gare di semifinale e finali per terzo e primo posto. tutte a Enköping in Svezia.

## Squadre partecipanti

### Pool A
- Francia
- Inghilterra
- Italia
- Spagna

### Pool B
- Finlandia
- Paesi Bassi
- Russia
- Svezia

## Pool A

### 1ª giornata
| Arbitro: | Dana Teagarden |

| |    |  |
| Tuson 2’ Laybourn 9’, 72’, 75’ Oliver 17’ Thompson 21’, 24’, 39’ Packer 29’ Hunter 44’ Cattell 78’ | mt |  |
| Large 17’, 24’ Oliver 44’                                                                          | tr |  |

| Arbitro: | Marlize Jordaan |

|                                                    |      |                                      |
| Trémoulière 3’ Djoussuvi 29’ Salles 71’ Chobet 78’ | mt   | 50’ Veronica Schiavon                |
| Trémoulière 3’                                     | tr   | 50’ Veronica Schiavon                |
|                                                    | c.p. | 38’, 45’, 65’, 74’ Veronica Schiavon |

### 2ª giornata
| Arbitro: | Dana Teagarden |

|                                                                        |      |              |
| Tuson 6’, 50’ Millar-Mills 15’ Waterman 18’ Thompson 47’ Burnfield 68’ | mt   | 80’ Barbanti |
| Cattell 50’                                                            | tr   |              |
|                                                                        | c.p. | 6’ Sillari   |

| Arbitro: | Marlize Jordaan |

| |      |                 |
| Griselin 7’ Salles 11’, 25’ Trémoulière 19’, 45’ Saubusse 30’ N’Daye 40’ Portaries 57’ André 67’ Raymond 77’ | mt   |                 |
| Bailon 11’, 30’, 40’ Trémoulière 57’, 67’                                                                    | tr   |                 |
| | c.p. | 57’ I. Schiavón |

### 3ª giornata
| Arbitro: | Dana Teagarden |

|                                                                                      |      |                   |
| Barbanti 10’ Zublena 29’ Furlan 39’, 47’, 54’, 67’ Arrighetti 51’ Ferrari 65’, 80+2’ | mt   |                   |
| Veronica Schiavon 29’, 65’, 67’                                                      | tr   |                   |
| Veronica Schiavon 45’                                                                | c.p. | 40+3’ I. Schiavón |

| Arbitro: | Marlize Jordaan |

|                                           |      |                                |
| Thompson 34’, 80’ Oliver 49’ Fletcher 70’ | mt   | 43’ Portaries                  |
| Scarratt 34’, 49’, 80’                    | tr   | 43’ Bailon                     |
| Scarratt 61’                              | c.p. | 7’ Trémoulière 55’, 65’ Bailon |
|                                           | drop | 51’, 58’, 66’ Bailon           |

### Classifica
|  | Squadra     | G | V | N | P | P+  | P-  | diff. | B | PT |
|  | ----------- | - | - | - | - | --- | --- | ----- | - | -- |
|  | Inghilterra | 3 | 3 | 0 | 0 | 122 | 33  | +89   | 3 | 15 |
|  | Francia     | 3 | 2 | 0 | 1 | 107 | 51  | +56   | 3 | 11 |
|  | Italia      | 3 | 1 | 0 | 2 | 81  | 57  | +24   | 2 | 6  |
|  | Spagna      | 3 | 0 | 0 | 3 | 6   | 175 | -169  | 0 | 0  |

## Pool B
|  | Semifinali  | Semifinali  | Semifinali |        |             | Finale          | Finale          | Finale          |  |
|  |             |             |            |        |             |                 |                 |                 |  |
|  | Paesi Bassi | Paesi Bassi | 105        |        |             |                 |                 |                 |  |
|  | Paesi Bassi | Paesi Bassi | 105        |        |             |                 |                 |                 |  |
|  | Finlandia   | Finlandia   | 0          |        |             |                 |                 |                 |  |
|  | Finlandia   | Finlandia   | 0          |        | Paesi Bassi | Paesi Bassi     | 3               |                 |  |
|  |             |             |            |        | Paesi Bassi | Paesi Bassi     | 3               |                 |  |
|  |             |             | Svezia     | Svezia | 10          |                 |                 |                 |  |
|  | Svezia      | Svezia      | Svezia     | Svezia | 10          | 67              |                 |                 |  |
|  | Svezia      | Svezia      |            |        |             | 67              |                 |                 |  |
|  | Russia      | Russia      | 0          |        |             | Finale 3º posto | Finale 3º posto | Finale 3º posto |  |
|  | Russia      | Russia      | 0          |        |             |                 |                 |                 |  |
|  |             |             |            |        |             |                 |                 |                 |  |
|  |             |             |            |        |             | Finlandia       | Finlandia       | 17              |  |
|  |             |             |            |        |             | Finlandia       | Finlandia       | 17              |  |
|  |             |             |            |        |             | Russia          | Russia          | 45              |  |

### Semifinali
| Arbitro: | Barbara Guastini |

|  |    | |
|  | mt | 5’, 39’ Bleijenburg 8’, 11’, 80’ v.d. Brug 14’ v.d. Waal 16’, 74’ v. Oorschot 18’, 50’, 61’, 65’, 72’ Stomps 29’, 43’ v.d. Heiden 31’ Lingsma 54’ Clarke |
|  | tr | 14’, 18’, 29’, 31’, 39’, 54’, 65’, 72’, 74’, 80’ v.d. Heiden                                                                                             |

| Arbitro: | Claire Hodnett |

| |    |  |
| Lövendahl 12’ Gertz 17’ Johansson Giebat 22’, 30’ Ygge 49’ Kearney 56’ Storckenfeldt 62’ Skagerlind 67’ Melin 72’ Viksten 78’ 75’ | mt |  |
| Skagerlind 17’, 49’, 56’, 62’ Sandsborg 72’, 78’                                                                                  | tr |  |

### Finale per il 3º posto
| Arbitro: | Barbara Guastini |

|                  |      |                                                             |
| Soiluva 21’, 50’ | mt   | 3’, 12’, 30’, 57’, 62’ Matveeva 10’ Alekseeva 79’ Berlizova |
| Soiluva 21’, 50’ | tr   | 3’, 10’, 30’, 57’, 62’ Guskova                              |
| Soiluva 67’      | c.p. |                                                             |

### Finale
| Arbitro: | Claire Hodnett |

|                     |      |                                    |
|                     | mt   | 16’ Johansson Giebat 74’ Sandsborg |
| Benthem de Graf 41’ | c.p. |                                    |